# Rimmonim
Rimmonim (hebr.: רימונים) – wieś położona w samorządzie regionu Matte Binjamin, w Dystrykcie Judei i Samarii, w Izraelu.
Leży w środkowej górzystej części Samarii, w otoczeniu terytoriów Autonomii Palestyńskiej.

## Historia
Osada została założona w 1977 jako wojskowy punkt obserwacyjny, który w 1980 zdemilitaryzowano i przeznaczono pod zasiedlenie przez grupę żydowskich osadników.